# Blanchester
Blanchester is een plaats (village) in de Amerikaanse staat Ohio, en valt bestuurlijk gezien onder Clinton County en Warren County.

## Demografie
Bij de volkstelling in 2000 werd het aantal inwoners vastgesteld op 4220.
In 2006 is het aantal inwoners door het United States Census Bureau geschat op 4365, een stijging van 145 (3,4%).

## Geografie
Volgens het United States Census Bureau beslaat de plaats een oppervlakte van
7,8 km², waarvan 7,7 km² land en 0,1 km² water. Blanchester ligt op ongeveer 296 m boven zeeniveau.

## Plaatsen in de nabije omgeving
De onderstaande figuur toont nabijgelegen plaatsen in een straal van 16 km rond Blanchester.